# Argonaut Junior
Argonaut Junior war ein US-amerikanisches U-Boot mit einem hölzernen Rumpf und drei Holzrädern. Es war das erste U-Boot des Ingenieurs Simon Lake.

## Geschichte
Der US-amerikanische Ingenieur Simon Lake nahm 1893 an einem Wettbewerb zur Konstruktion von militärischen U-Booten der United States Navy teil. John Philip Holland gewann jedoch den Wettbewerb. Um den Bau eines U-Bootes trotzdem zu realisieren, suchte er nach Investoren. Da er jedoch keine Geldgeber fand, begann er 1894 mit dem Bau eines kostengünstigen U-Bootes aus Holz. Da er es als Machbarkeitsstudie für seine eigentliche Konstruktion, die Argonaut heißen sollte, ansah taufte er das kleinere Boot Argonaut Junior.
Das U-Boot war 4,27 m lang, 1,37 m breit und 1,52 m hoch. Es hatte eine Verdrängung von 7 t. Der Rumpf bestand aus zwei Schichten von Brettern aus Sumpf-Kiefer. Zum Abdichten gab es zwischen den beiden Schichten eine Schicht aus mit Teer bestrichener Canvas. Durch einen quadratischen Turm gelangte man ins Innere des Bootes. Am Rumpf war als Ballast ein Bleigewicht von 5 t angebracht, dass zum schnellen Auftauchen über eine Notentriegelung abgeworfen werden konnte. Es gab mehrere Bullaugen im Rumpf und jeweils eines an der Vorder- und Rückseite des Turmes. Indem man Wasser in die Ballasttanks einströmen ließ tauchte das U-Boot unter und zum Auftauchen musste das Wasser wieder mittels Pressluft ausgeblasen werden. Es gab eine kleine Kammer, die als Luftschleuse diente. War der Luftdruck in der Schleuse auf den herrschenden Außendruck angepasst worden, so konnte eine Luke im flachen Kiel geöffnet und das Boot verlassen werden, ohne dass Wasser eindringen konnte. Als Presslufttanks verwendete Lake einen Tank eines insolventen Mineralwasserherstellers. Da dieser bis 7 bar stabil war, konnte man den Druckausgleich bis zu einer Tauchtiefe von 6 m vornehmen. Das U-Boot verfügte über drei Räder. Die zwei seitlich angebrachten Räder konnten über eine Kurbel angetrieben werden und dienten der Fortbewegung am Gewässergrund. Das kleinere unter dem Bug angebrachte Rad konnte über einen Hebel ausgerichtet und so das U-Boot gesteuert werden. Am Heck gab es einen Propeller, der mittels einer Kurbel angetrieben werden konnte.
Simon Lake baute die Argonaut Junior zusammen mit seinem Cousin Bart Champion in Atlantic Highlands in New Jersey. Erste Probefahrten unternahmen die beiden im Dezember 1894 auf dem Shrewsbury River. Hier konnte sie am Blackfish Hole bis zu 5 m tief tauchen. Durch die Schleuse sammelten sie Muscheln und Austern vom Flussbett auf. Nachdem sie einige Erfahrung mit der Argonaut Junior gesammelt und noch kleine Verbesserungen vorgenommen hatten, lud Lake einflussreiche Gäste zu einer Vorführung. Diese fand am 6. Januar 1895 auf dem Navesink River statt. Bei der Tauchfahrt sammelte man einige Gegenstände vom Flussbett auf und präsentierte sie den Zuschauern. Doch einige zweifelten daran, dass man unter Wasser ausstiegen könne, ohne dass das U-Boot geflutet würde. Aus diesem Grund unterschrieben die Anwesenden auf einer Tafel. Man band diese an ein Gewicht und warf sie in den Fluss. Die beiden Pioneere steuerten das U-Boot in die Nähe der Tafel, tauchten ab und bargen sie und überzeugten so die Zuschauer von der Funktionstüchtigkeit der Argonaut Junior.

## Nachbauten
1994 schenkte der Lions Club von Atlantic Highlands der Gemeinde Atlantic Highlands eine Nachbildung der Argonaut Junior. Sie ist heute bei dem Shore Casino ausgestellt. Kay und Doug Jackson bauten 2010 eine funktionierende Replik des U-Bootes und unternahmen damit auch eine Tauchfahrt. Sie statteten es auch mit moderner Ausrüstung aus.